# 3-Aminofenol
A 3-aminofenol szerves vegyület, a C6H4(NH2)(OH) képletű aminofenol 3 izomerjének egyike (a másik két izomer a 2-aminofenol és a 4-aminofenol). Aromás molekulájában amin és fenol funkciós csoport is található.

## Előállítása
Előállítható a 3-aminobenzolszulfonsav lúgos ömlesztésével (nátrium-hidroxiddal 6 órán át 245 °C-on hevítve) vagy rezorcinból ammónium-hidroxidos szubsztitúciós reakcióval.

## Felhasználása
Legjelentősebb felhasználása a 3-(dietilamino)fenol előállítása, mely több fluoreszkáló festék, például a rodamin B gyártásának fontos köztiterméke.[forrás?] Felhasználják hajszínezékekben, illetve hajfestékek gyártásához, valamint klórtartalmú, hőre lágyuló műanyagok stabilizátoraként. Fő felhasználása a tuberkulózis ellen használt 4-amino-2-hidroxibenzoesav gyártása.

## Fordítás
Ez a szócikk részben vagy egészben  a(z)   3-Aminophenol című angol Wikipédia-szócikk ezen változatának fordításán alapul.  Az eredeti cikk szerkesztőit annak laptörténete sorolja fel. Ez a jelzés csupán a megfogalmazás eredetét és a szerzői jogokat jelzi, nem szolgál a cikkben szereplő információk forrásmegjelöléseként.